# Gerhard Lundberg
Gustaf Gerhard Adolf Lundberg, född 7 december 1905 i Dresden, död 1980, var en svensk målare.
Han var son till textilingenjören Nils Jakob Lundberg och Margareta Friedrich och bror till Frans Lundberg.
Efter avslutad skolgång i Oslo utbildades Lundberg vid faderns textilföretag i Arna utanför Bergen. Han studerade vid Konstakademin i Stockholm 1929-1935 samt för Marcel Gromaire och på Académie Colarossi i Paris 1936-1938. Han medverkade i utställningar med Helsingborgs konstförening och genomförde separatutställningar på Kristianstads museum och Vänersborgs museum.
Hans konst består av figursaker, stilleben, landskap och strandmotiv. Som illustratör illustrerade han bland annat L Franks Karl och Anna 1930.
Lundberg är representerad vid Kristianstads museum, Uddevalla museum och Institut Tessin i Paris. 